# Aonia Terra
L'Aonia Terra è una struttura geologica della superficie di Marte.